# Pedra do Facão
Pedra do Facão é uma formação rochosa de granito e um dos principais pontos turísticos do município de Mutum, no estado de Minas Gerais. Faz divisa com o município de Conceição de Ipanema através do córrego de Santa Elisa, pertencente a Mutum. Seu cume está a uma altitude de 1 315 m acima do nível do mar.